# デイヴ・スチュワート (キーボーディスト)
デイヴ・スチュワート（Dave Stewart、1950年12月30日 - ）は、イギリス出身のキーボーディスト、ミュージシャン。

## 来歴
ロンドン出身。学生時代にモント・キャンベル、スティーヴ・ヒレッジらと音楽活動を始めた。その後、カーン、エッグ、ハットフィールド・アンド・ザ・ノース、ゴング、ナショナル・ヘルスなどカンタベリー・ロックの数々のプログレ・バンドに在籍し、ブルーフォードでの演奏でも人気が高い。その他、多数のセッション活動を行なっている。
1981年以降、時代の流れに対応するべくポップ路線に転向し、元スパイロジャイラのシンガーだったバーバラ・ガスキンとデュエットを組み、スチュワート&ガスキンとして活動を続けている。発表されたアルバムでは、オリジナル曲に加え、レスリー・ゴーアが1963年に発表した「涙のバースデイ・パーティ」や、リトル・エヴァの「ロコ・モーション」など、様々な時代のポップスのカヴァー曲をシンセサイザーの多重録音を駆使して彼ら独自のポップスに昇華させている。

## 著書
- 『ポピュラーミュージックのための楽典』 Introducing the Dots (リットーミュージック、Keyboard magazine Music Theory Series、1993年) 真沙木唯訳 ISBN 978-4845600564
  - 『絶対わかる! 楽譜の読み書き』 (同上再発改題版。リットーミュージック、1998年12月) 藤井美保訳 ISBN 978-4845603381
- 『絶対わかる! 曲作りのための音楽理論』 Introducing the Dots II (リットーミュージック、1998年12月) 藤井美保訳 ISBN 978-4845603374
  - 同新装版 2006年1月 ISBN 978-4845612642

## ディスコグラフィ

### バンド・アルバム 1969年–1980年
- アーザケル: 『アーザケル』 - Arzachel (1969年)
- エッグ:『エッグ』 - Egg (1970年)
- エッグ:『優雅な軍隊』 - The Polite Force (1970年)
- エッグ:『ザ・シヴィル・サーフィス』 - The Civil Surface (1974年)
- カーン:『宇宙の船乗り歌』 - Space Shanty (1972年)
- ハットフィールド・アンド・ザ・ノース: 『ハットフィールド＆ザ・ノース』 - Hatfield And The North (1974年)
- ハットフィールド・アンド・ザ・ノース: 『ザ・ロッターズ・クラブ』 - The Rotters Club (1975年)
- ハットフィールド・アンド・ザ・ノース: 『アフターズ』 - Afters (1979年) ※コンピレーション・アルバム
- ナショナル・ヘルス:『ナショナル・ヘルス』 - National Health (1978年)
- ナショナル・ヘルス:『オブ・キューズ・アンド・キュアーズ』 - Of Queues And Cures (1978年)
- ナショナル・ヘルス:『D.S.アル・コーダ』 - D.S.Al Coda (1982年)
- ナショナル・ヘルス: Complete (1990年) ※コンピレーション・アルバム
- ビル・ブルーフォード: 『フィールズ・グッド・トゥ・ミー』 - Feels Good to Me (1977年)
- ブルーフォード: 『ワン・オヴ・ア・カインド』 - One of a Kind (1979年)
- ブルーフォード: 『ザ・ブルーフォード・テープス』 - The Bruford Tapes (1979年) ※ライブ・アルバム
- ブルーフォード: 『グラデュアリー・ゴーイング・トルネード』 - Gradually Going Tornado (1980年)
- ブルーフォード: 『ロック・ゴーズ・トゥ・カレッジ』 - Rock Goes To College (2006年) ※ライブ・アルバム
- ブルーフォード: 『シームズ・ライク・ア・ライフタイム・アゴー』 - Seems Like A Lifetime Ago (2017年) ※CD&DVDボックス

### バンド復刻CD
- ナショナル・ヘルス: 『オリジナル・ナショナル・ヘルス』 - Missing Pieces (1996年)
- ハットフィールド・アンド・ザ・ノース: Hatwise Choice: Archive Recordings 1973—1975, Volume 1 (2005年)
- ハットフィールド・アンド・ザ・ノース: Hattitude: Archive Recordings 1973—1975, Volume 2 (2006年)
- Uriel: Arzachel Collectors Edition (2007年)
- エッグ: The Metronomical Society (2007年)

### ソロ・シングル
- "What Becomes of the Broken Hearted" (1981年) ※ゲスト・ボーカル: コリン・ブランストーン

### スチュワート&ガスキン シングル、EP
- "It's My Party" (1981年)
- "Johnny Rocco" (1982年)
- "Siamese Cat Song" (1983年)
- "Busy Doing Nothing" (1983年)
- "Leipzig" (1983年)
- "I'm in a Different World" (1984年)
- "The Locomotion" (1986年)
- "Walking the Dog" (1992年)
- Hour Moon (2009年) ※EP

### スチュワート&ガスキン アルバム
- Up From The Dark (1986年) ※コンピレーション・アルバム
- 『ザ・シングルズ』 - The Singles (1987年) ※コンピレーション・アルバム
- 『ドリームス』 - As Far As Dreams Can Go (1988年)
- 『ビッグ・アイデア』 - The Big Idea (1989年)
- 『スピン』 - Spin (1991年)
- Selected Tracks (1993年) ※コンピレーション・アルバム
- 『グリーン・アンド・ブルー』 - Green and Blue (2009年)
- 『ザ・TLG・コレクション』 - The TLG Collection (2009年) ※コンピレーション・アルバム
- 『スター・クロックス』 - Star Clocks (2018年)